# Vorstengraf (Waldalgesheim)
Het Vorstengraf van Waldalgesheim is een grafheuvel (wagengraf) in de deelstaat Rijnland-Palts, Duitsland. Het graf is van een Keltische  vorstin en werd ca. 325 v.Chr. opgericht. 
Op 18 oktober 1869 werd de grafheuvel tijdens werkzaamheden door boer Peter Heckert ontdekt, maar verdween later uit de herinnering. In 1997 werd het graf 'herontdekt' door archeoloog Michael Schönherr.

## Afbeeldingen

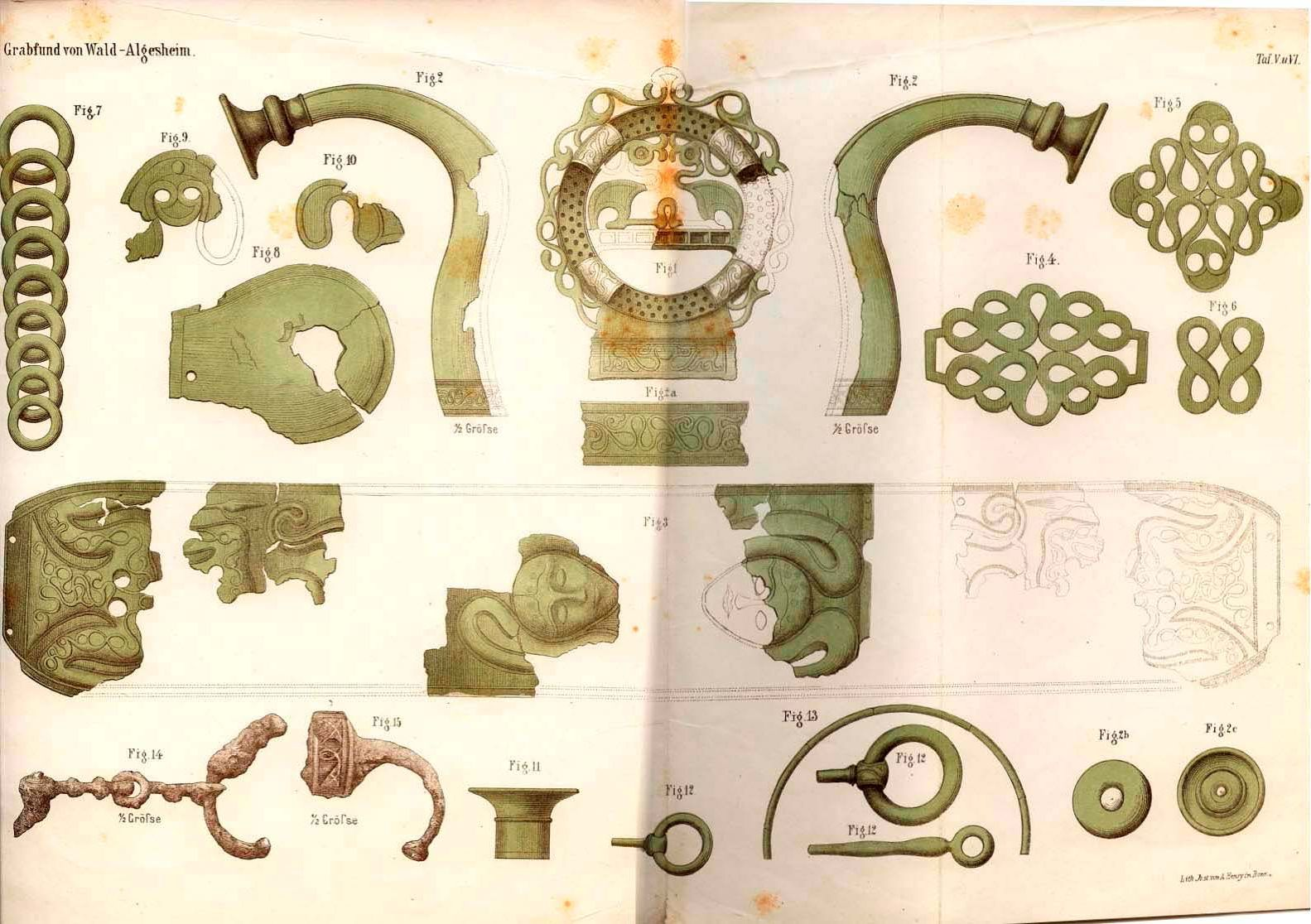
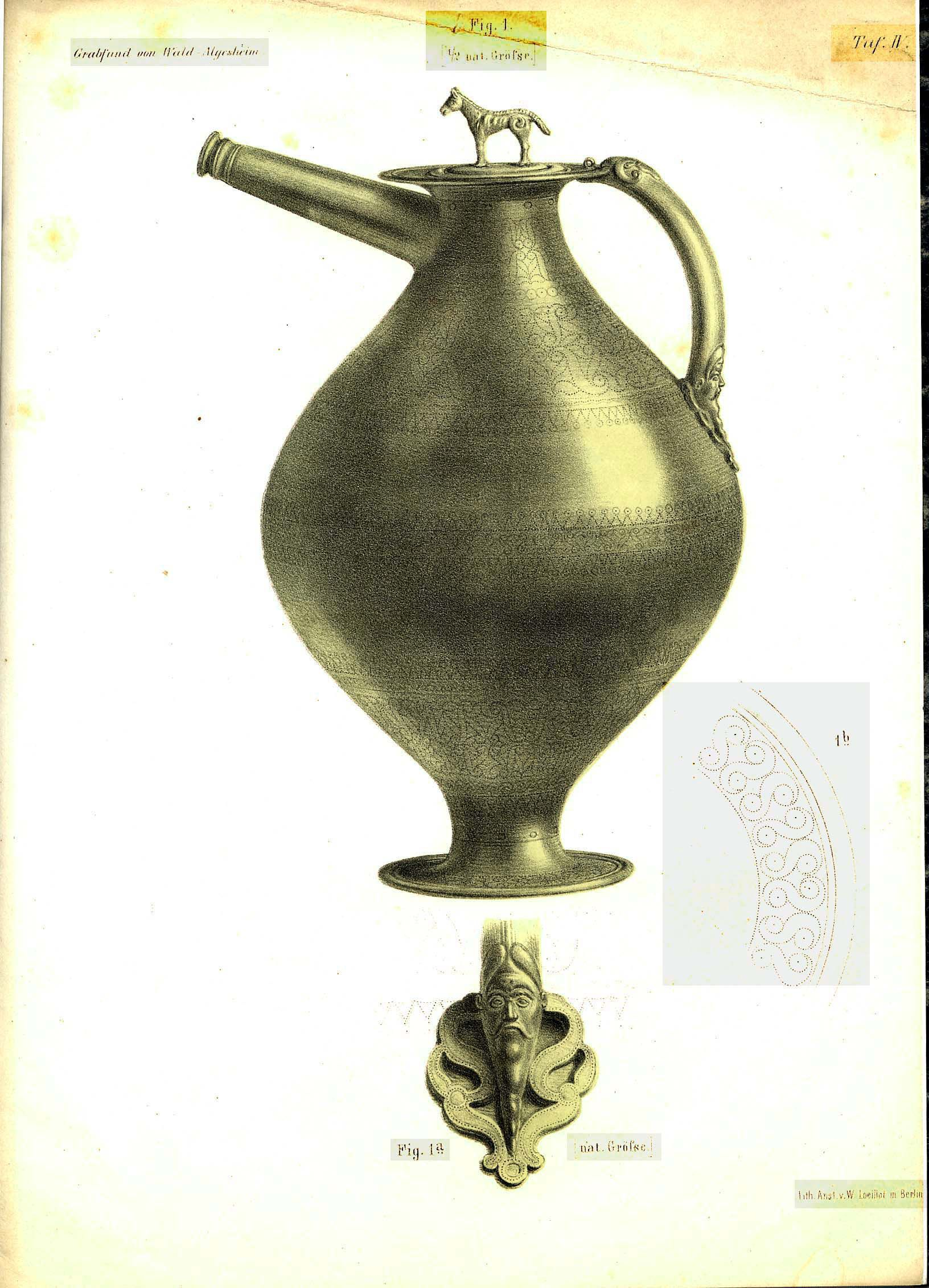
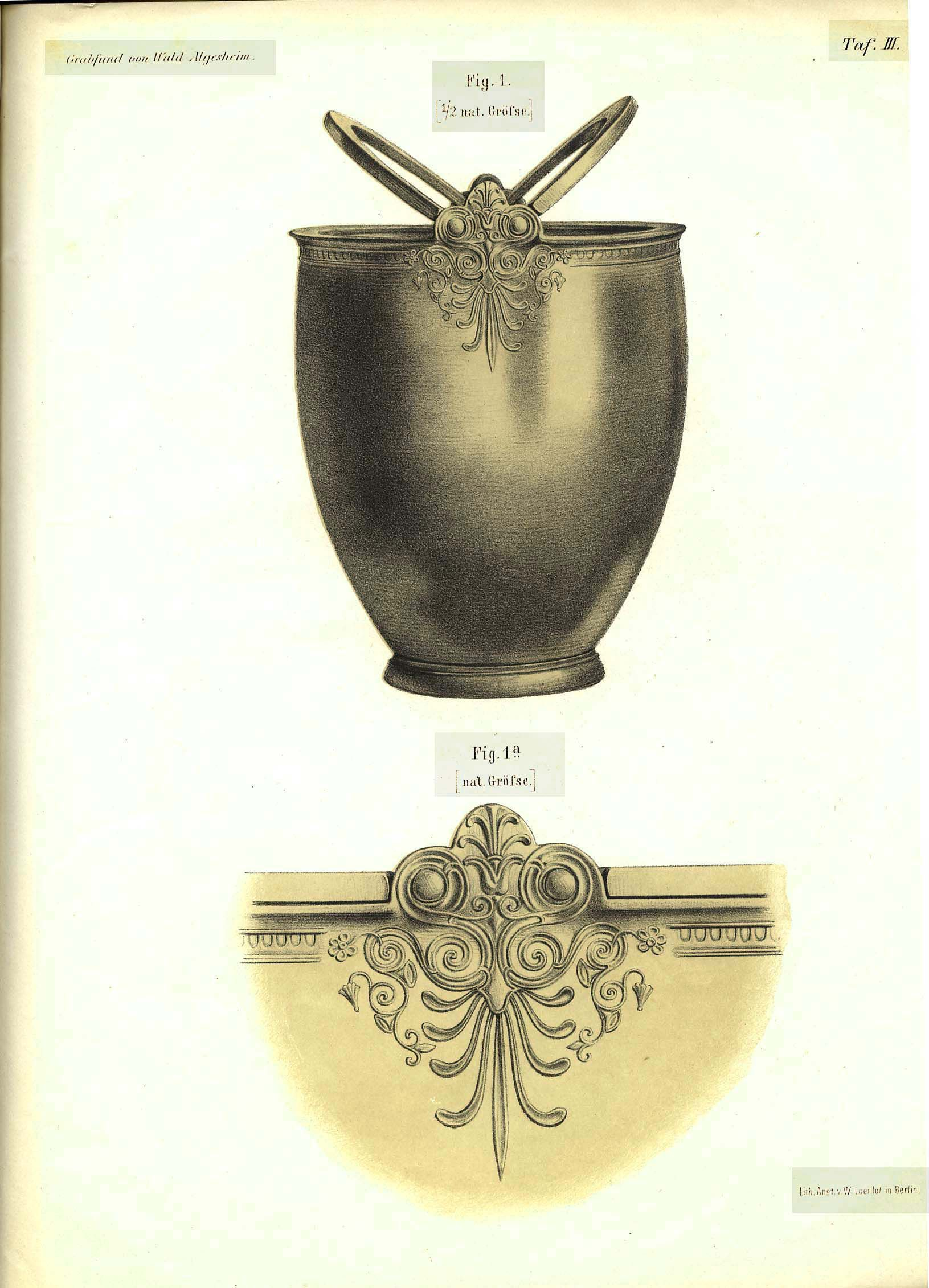
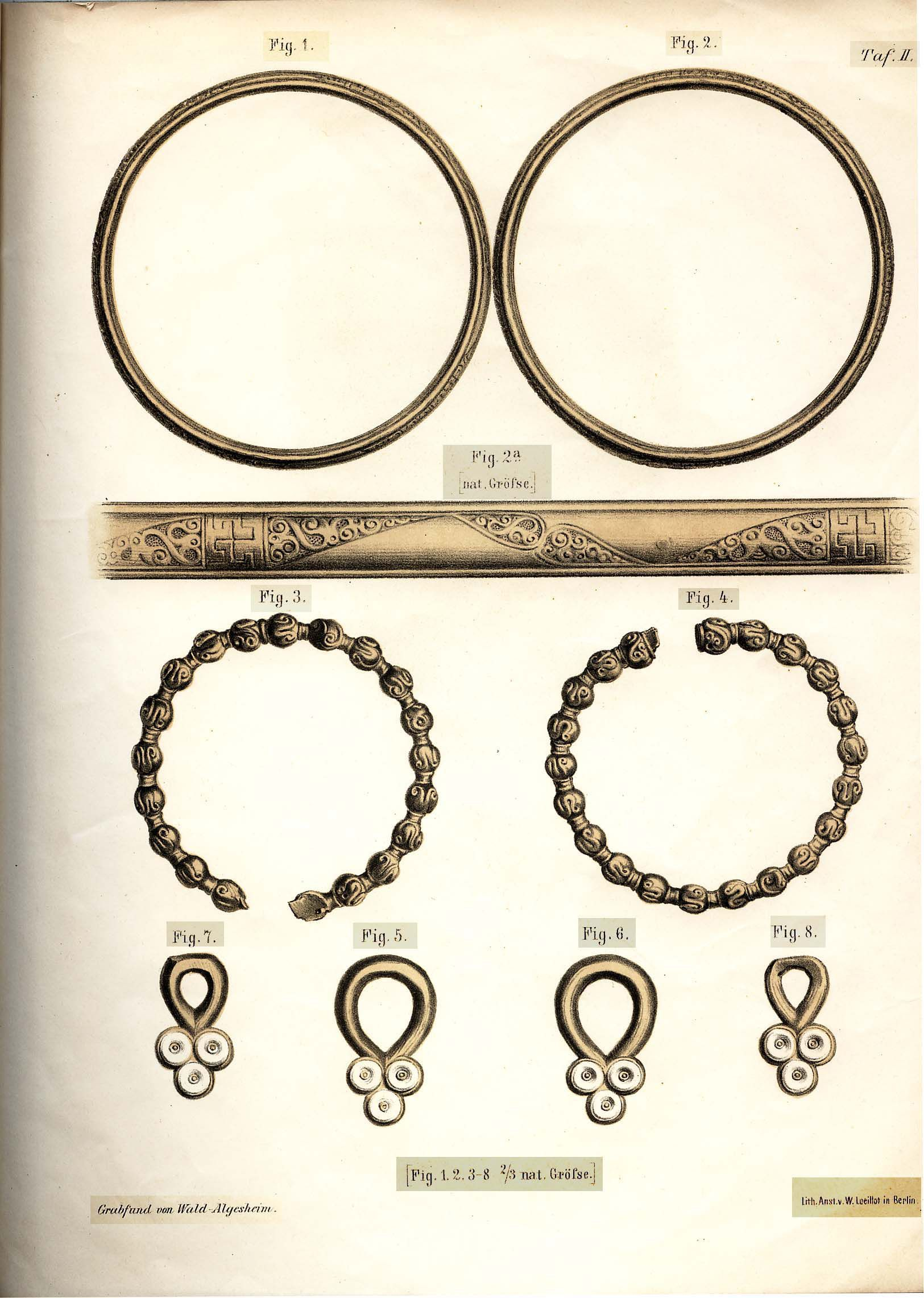